# Abraham Aaron
Abraham Aaron (* 1744 in Dargun; † 2. Februar 1825 in Schwerin) war ein deutscher Medailleur und Stempelschneider.
Abraham Aaron wurde 1764 zum mecklenburgischen Hofmedailleur ernannt. Ab 1771 arbeitete er mit seinem Bruder Philipp Aaron als Peschierstecher ohne feste Anstellung an der Münze in Schwerin, von 1774 bis 1776 in Stockholm und anschließend wieder in Schwerin. Er schuf Medaillen auf die Herzöge Friedrich (1773/74) und Friedrich Franz I. von Mecklenburg-Schwerin (1785; 1798), ferner auf Hamburger und Lübecker Persönlichkeiten (1784 bis 1802) sowie auf den Orientalisten Oluf Gerhard Tychsen (1813). Er signierte A.A. oder A. Aaron. Sein Sohn Joseph Aaron war als Medailleur und Stempelschneider als sein Nachfolger in Schwerin tätig.